# Nataljewka (obwód lipiecki)
Nataljewka (ros. Натальевка) – wieś (ros. деревня, trb. dieriewnia) w zachodniej Rosji, w sielsowiecie zacharowskim rejonu wołowskiego w obwodzie lipieckim.

## Geografia
Miejscowość położona jest nad ruczajem Dubowiec, 6,5 km od centrum administracyjnego sielsowietu zacharowskiego (Zacharowka), 13,5 km od centrum administracyjnego rejonu (Wołowo), 120 km od stolicy obwodu (Lipieck).
W granicach miejscowości znajduje się ulica Zariecznaja (57 posesji).

## Demografia
W 2012 r. miejscowość zamieszkiwało 85 osób.